# Vendsyssel FF
Vendsyssel FF, tidigare FC Hjørring, är en dansk fotbollsklubb i Hjørring, Vendsyssel. Klubbens hemmaarena är Hjørring Stadion. Klubben spelar säsongen 2021/2022 i 1. division. 

## Historia
FC Hjørring blev säsongen 2009/2010 uppflyttade i 1. division för första gången i klubbens historia. I maj 2013 meddelade DBU att FC Hjørring inte skulle få förnyad licens på grund av dålig ekonomi och att klubben från och med säsongen 2013/2014 skulle tvångsnedflyttas till 2. division. FC Hjørring överklagade beslutet, och DBU valde att förnya licensen för säsongen 2013/2014.
I juni 2013 bytte klubben namn till Vendsyssel FF. Klubben slutade på en andra plats i 1. division 2016/2017 och fick spela playoff till Superligaen 2017/2018. De förlorade dock med sammanlagt 3–1 mot AC Horsens och fick stanna kvar i 1. division. Under samma säsong nådde klubben semifinal i Danska cupen, där de dock åkte ut mot FC Köpenhamn.